# Франко Модиляни
Франко Модиляни (на италиански: Franco Modigliani) е американски икономист от италиански произход. Носител на Нобелова награда за икономика (1985) за основополагащите изследвания в сферите на спестяването и на финансовите пазари.
Франко Модиляни е роден в Рим, Италия, но през 1939 г. е принуден да напусне страната поради агресията срещу евреите. Първо се установява да живее в Париж. През същата година се жени за Серена Модиляни. После се мести да живее в Щатите. От 1942 до 1944 г. преподава икономика в Колумбийския университет. През 1946 г. става американски гражданин.
През 1985 г. печели Нобелова награда за икономика.
Дълги години живее в Белмонт, Масачузетс.